# Сандгі
Са́ндгі[джерело?] (санскр. संधि, «зв'язок, з'єднання») в лінгвістиці — зміна звуків залежно від їх фонетичного оточення. Термін запроваджений давньоіндійськими граматиками, імовірно — Паніні. Розрізняють сандгі зовнішнє (на межі слів) та внутрішнє (на межі морфем). Сандгі часто виступають як різні види нейтралізації. До сандгі відносять також деякі явища морфонології.
В українській мові глухі приголосні стають дзвінкими перед наступними дзвінкими (крім /в/, /й/, /м/, /н/, /л/, /р/), а дзвінкі не глухнуть перед глухими — роз-пестити, хліб сухий (крім південно-західних говірок, де: рос-пестити, хліп сухий; а в західно-карпатських говірках стають дзвінкими тут на південно-польський і словацький лад глухі також перед голосними і перед /в/, /й/, /м/, /н/, /л/, /р/: були-зме, брад рідний, «брат рідний»). Звідси частотність комбінаторних фонемних варіантів на межі морфем і слів в українській мові порівняно з польською чи російською мовами менша, а цільність (компактність) морфем і слів більша.

## Приклади
- У французькій мові окремими випадками сандгі є ефекти зв'язування та елізії між сусідніми словами.
- Приклад з норвезької мови: Jeg har sagt ---) — Jeg ha schagt (rs --) sch), («Я (вже) сказав»).